# Moulins-sur-Yèvre
Moulins-sur-Yèvre è un comune francese di 668 abitanti situato nel dipartimento del Cher, nella regione del Centro-Valle della Loira.

## Società

### Evoluzione demografica
Abitanti censiti